# Тънкоопашата катерица
Тънкоопашатата катерица (Protoxerus aubinnii) е вид бозайник от семейство Катерицови (Sciuridae).

## Разпространение
Видът е разпространен в Гана, Гвинея, Кот д'Ивоар, Либерия и Сиера Леоне.